# Cajamarca (Kolumbia)
Cajamarca – miasto w Kolumbii, w departamencie Tolima.